# Јецаји сунца
Јецаји сунца (енгл. Tears of the Sun) је амерички акциони ратни трилер филм из 2003. године у коме главне улоге играју Брус Вилис и Моника Белучи.

## Радња
Због војног удара у Нигерији, праћеног бројним цивилним жртвама, америчка влада је принуђена да евакуише стране држављане из зоне сукоба. Извиђачко-диверзантски одред специјалне морнарице САД још једном испуњава вољу руководства - амерички амбасадор у Нигерији пребачен је на носач авиона Хари С. Труман, који крстари у близини обале Африке. Одмах стиже нови задатак: пронаћи и спасити Лену Кендрикс, држављанку САД, докторку на хуманитарној мисији у срцу ратом разорене џунгле. Операција је успела, али током евакуације борци групе сведоче о окрутности побуњеника према локалном становништву које представља друга племена. Поручник А.К. Вотерс (Брус Вилис), противно наређењима команде, одбацује првобитни план операције за одвођење групе избеглица до безбедне границе са Камеруном. Међутим, нигеријска војска лови избеглице: управо у овој групи избеглица налази се једини преживели син свргнутог председника земље. Као резултат тога, Вотерс успева да стигне до Камеруна пратећи редослед, али се испоставља да је цена превисока.

## Улоге
| Глумац        | Улоге                   |
| ------------- | ----------------------- |
| Брус Вилис    | поручник А. К. Вотерс   |
| Моника Белучи | др Лена Кендрикс        |
| Кол Хаузер    | Џејмс „Ред“ Еткинс      |
| Имон Вокер    | Елис „Зи“ Петигру       |
| Џони Меснер   | Кели „Линк“ Лејк        |
| Ник Чинлунд   | Мајкл „Сло“ Словенски   |
| Чарлс Инграм  | Димитријус „Силк“ Овенс |
| Пол Франсис   | Дани „Док“ Кели         |
| Чад Смит      | Џејсон „Фли“ Мабри      |
| Том Скерит    | капетан Бил Роудс       |
| Акосуа Босуа  | Пејшенс                 |